# Eskil Lundahl
Eskil Lundahl   (Malmö, 7 de setembre de 1905 - Bromma, 10 de novembre de 1992) va ser un nedador suec que va competir durant les dècades de 1920 i 1930.
El 1928 va prendre part en els Jocs Olímpics d'Estiu d'Amsterdam, on va disputar tres proves del programa de natació. Fou cinquè en la prova dels 4x200 metres lliures, mentre en les altres proves quedà eliminat en sèries. Quatre anys més tard, als Jocs de Los Angeles, disputà, sense sort, dues proves del programa de natació. Als Jocs de Londres de 1948, com a arquitecte, va participar en la competició d'art.
En el seu palmarès destaquen quatre medalles al Campionat d'Europa de natació, dues de bronze el 1926, i una d'or i una de plata el 1927.